# Роберто Еміліо да Кунья
Роберто Еміліо да Кунья (порт. Roberto Emílio da Cunha, 20 червня 1912, Нітерой — 20 березня 1977, Сан-Паулу) — бразильський футболіст, що грав на позиції нападника за клуби «Фламенго» та «Сан-Крістован», а також національну збірну Бразилії.

## Клубна кар'єра
У футболі дебютував 1933 року виступами за команду «Фламенго», в якій провів два сезони, взявши участь у 52 матчах чемпіонату.  Більшість часу, проведеного у складі «Фламенго», був основним гравцем атакувальної ланки команди.
1936 року перейшов до клубу «Сан-Крістован», за який відіграв 6 сезонів. Завершив професійну кар'єру футболіста у 1942 році.
| Дата       | Місто        | Господарі | Результат | Гості          | Турнір                           | Голи | Примітки |
| ---------- | ------------ | --------- | --------- | -------------- | -------------------------------- | ---- | -------- |
| 27.12.1936 | Буенос-Айрес | Бразилія  | 3 – 2     | Перу           | Чемпіонат Південної Америки 1937 | 1    |          |
| 03.01.1937 | Буенос-Айрес | Бразилія  | 6 – 4     | Чилі           | Чемпіонат Південної Америки 1937 | 1    |          |
| 13.01.1937 | Буенос-Айрес | Бразилія  | 5 – 0     | Парагвай       | Чемпіонат Південної Америки 1937 | -    |          |
| 19.01.1937 | Буенос-Айрес | Бразилія  | 3 – 2     | Уругвай        | Чемпіонат Південної Америки 1937 | -    |          |
| 30.01.1937 | Буенос-Айрес | Аргентина | 1 – 0     | Бразилія       | Чемпіонат Південної Америки 1937 | -    |          |
| 01.02.1937 | Буенос-Айрес | Аргентина | 2 – 0     | Бразилія       | Чемпіонат Південної Америки 1937 | -    |          |
| 14.06.1938 | Бордо        | Бразилія  | 2 – 1     | Чехословаччина | ЧС 1938 - чвертьфінал            | 1    |          |
| 19.06.1938 | Бордо        | Бразилія  | 4 – 2     | Швеція         | ЧС 1938 - за 3 місце             | -    |          |
| Усього     |              | Матчів    | 8         |                | Голів                            | 3    |          |

Помер 20 березня 1977 року на 65-му році життя.

## Титули і досягнення
- Бронзовий призер чемпіонату світу: 1938
- Срібний призер Чемпіонату Південної Америки: 1937